# 静銀カード
静銀カード株式会社（しずぎんカード、英文：Shizugin Card.,Ltd）は、クレジットカードや信用保証業務などを営む、株式会社しずおかフィナンシャルグループ（しずおかFG）の連結子会社。

## 概要
1983年（昭和58年）4月に静岡銀行（静銀）と当時のダイヤモンドクレジット（ディーシーカードを経て、現在の三菱UFJニコス）が共同で『静銀ディーシーカード株式会社』として設立。発足以降DCカードのフランチャイジーとして、DCブランドのクレジットカードに関する事業を行っているが、静銀も同じくDCのフランチャイジーとなり、2006年（平成18年）3月1日から「しずぎんjoyca」の名称でクレジットカードの取扱を開始して以降は個人向けカードの新規募集を停止する一方、「しずぎんjoyca」・「しずぎんjoyca J」の信用保証事業を行っている。
2022年（令和4年）10月にしずおかFGが発足した際、静銀からしずおかFGに親会社が変更された後、ジェーシービー（JCB）ブランドの加盟店関連事業・法人カード取扱開始を機に、2023年（令和5年）8月1日付で現在の社名に変更している。